# Georgikon

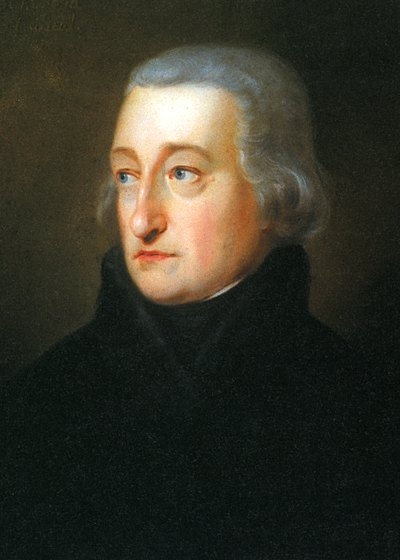
Gróf Festetics György, a Georgikon alapítója

A Georgikon (régiesen Georgicon) a Festetics György gróf által alapított gazdasági tanintézet volt Keszthelyen; egyes épületeiben ma a Georgikon Majortörténeti Kiállítóhely működik, míg oktatási intézményként jogutódja a Magyar Agrár- és Élettudományi Egyetem Georgikon Campus.

## A név eredete

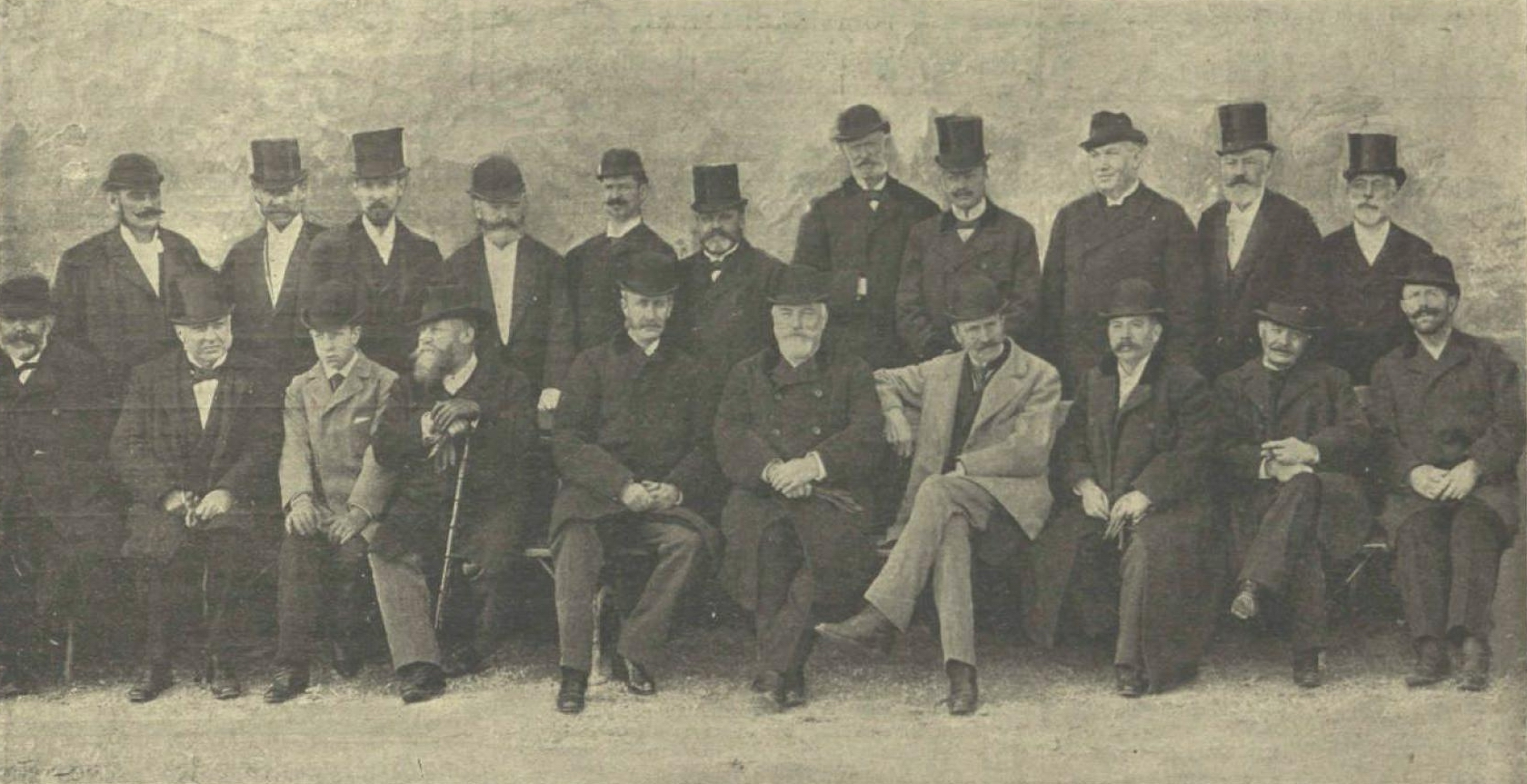
Az intézmény fennállásának 100 éves évfordulóját ünneplők tablója

A georgikon ógörög szó eredeti jelentése: a földművelésről szóló tanköltemény; a leghíresebb Vergilius Georgicája. A keszthelyi Georgikon neve ezen túl az alapító keresztnevére is utal.

## Alapítása[1]
Gróf Festetics György a hazai gazdálkodás fejlesztésére alapította iskoláját, amely 1797 júliusában egy tanárral (Balla Károly) és egy tanulóval kezdte meg működését. Célja az volt, hogy felsőbb szervezetű gazdasági tanintézete és földműves-iskolája legyen, de hamarosan még hat, vagyis összesen nyolc külön rendeltetésű iskolai intézményt egyesített benne, melyek mindegyikének – közvetve vagy közvetlenül – eredetileg saját birtokai számára a gazdatiszt-képzés volt a feladata.
Az intézményt József nádor 1801. augusztus 23-án szántással avatta fel. Ugyanebben az évben a keszthelyi kis gimnáziumot ötosztályossá emeltette, és abban nemes ifjak számára convictust alapított (amelyet 1808-ban Sopronba helyezett át).
1. A tudományos gazdasági iskola, közönségesen ezt értik Georgikon elnevezés alatt, célja volt szakképzett gazdatisztek nevelése, továbbá földbirtokosoknak alkalmat adni, hogy az okszerű gazdálkodást elsajátítsák, valamint hogy a gazdasági ipar terjesztéséhez hozzájáruljon. Tanfolyama a grófi ösztöndíjasok részére hároméves volt, külső tanulók egy-két évre is fölvétettek. A tanév eleinte trimesterekre, utóbb félévekre volt beosztva. A tulajdonképi gazdasági szaktanulmányokon kívül a matematikai és fizikai-veterináriai szak részesült kiváló figyelemben. Az oktatás latin, német és magyar nyelven folyt. 1846-tól fogva úgy az oktatás, valamint az ügykezelés egészen magyar nyelven ment.
2. A parasztiskola, vagyis földmívelés-iskola célja az uradalom részére leendő cselédnevelés volt. A tanítást, mely olvasás, írás és számoláson kívül a gazdaság elemeire, gyümölcsészet, selymészet, méhészetre stb. terjedt, felügyelet mellett főleg két grófi stipendiátus teljesítette. A tanfolyam nem volt szorosan meghatározva; a fölvett fiúk addig maradtak az iskolában, ameddig azt szükségesnek vélték. Az iskola 1789 elején nyílt meg.
3. A Pristaldeum rendeltetése volt oly jogvégzetteknek a gazdasági jogba s egyáltalában a gazdasági ismeretekbe való beavatása, kik uradalmi ügyvédeknek vagy jogtanácsosoknak készültek. Az 1804-1805-iki tanévvel nyitották meg.
4. Az erdész- és vadásziskola két, felsőbb és alsóbb osztályra oszlott. A felsőbb tanulóit önálló erdőkezelőkké képezték, az elsőbbiéból erdőőröket, erdőkerülőket neveltek. A felsőbb osztály tanfolyama hároméves, előadási nyelv a német volt. Megnyílt az 1806–7. tanévvel.
5. A kertésziskola a grófi kertész vezetése alatt állott, ki a szaktárgyakat tanította s a gyakorlati beavatást végezte, emellett elemi tanító vagy stipendiátusok is tanították a kertészekké képzendő fiúkat. A tanfolyam kétéves volt, gyengébbeket tovább is ott tartottak.
6. A mérnökiskola célja volt kellő előképzettségű ifjakat a gazdasági építészetben, csatornázás, öntözés, hidak, malmok, iparüzletek építése és berendezése terén kiképezni, mi végből azok a két évi tanfolyamban nemcsak elméleti oktatásban részesültek, hanem eközben és az egyévi gyakorlatban a mesteremberek munkáját ellenőrizni, a számadásokat s az építési hivatal ülésein a jegyzőkönyvet vezetni tartoztak. A kézművesek számára berendezett vasárnapi iskolában a másodéves hallgatók tanítani tartoztak. A tanfolyam sikeres befejezése után a gróf a jelesebb hallgatókat saját költségén Pestre küldte mérnöki oklevél szerzése céljából, minek megtörténte után uradalmi mérnökképen néhányan közülük a Georgikonban a matematikai szakban mint tanárok is nyertek alkalmazást. A mérnöki iskola 1808-ban nyílt meg.
7. A ménesmester- és lovásziskola feladata volt a ménesek részére szakképzett személyzet nevelése. Azonkívül olyanok is fölvétettek, akik a lovaglásban magasabb kiképeztetést nyerni óhajtottak. Eleinte a tanfolyam két, utóbb négyéves volt. A tanítást a Georgikon állattenyésztési és állatorvosi tanárai, két grófi lovászmester és egy istállófelügyelő végezte. Az oktatás magyar és részben német nyelven történt. Az iskola az 1807–8. tanévvel nyílt meg.
8. A gazdaasszonyiskolában leányokat a háztartásban, kézimunkákban, baromfitenyésztésben, stb. képeztek ki, sőt az erkölcs-, illem-, egészségtanban, rajzolásban és zenében is kaptak oktatást. A tanfolyam hároméves volt; két férfi és egy nő végezte a tanítást. Az iskola 1808-ban nyílt meg.

## Működése
A Georgikon 51 évi fennállása közben 97 tanár vett részt hosszabb-rövidebb ideig az oktatásban, kik közül 47 volt magának a Georgikonnak tanítványa. Több külföldi is találkozik köztük, de a törekvés az levén, hogy az oktatás magyar nyelven történjék, hazai erők képzésére mindig kiváló súlyt helyeztek. 

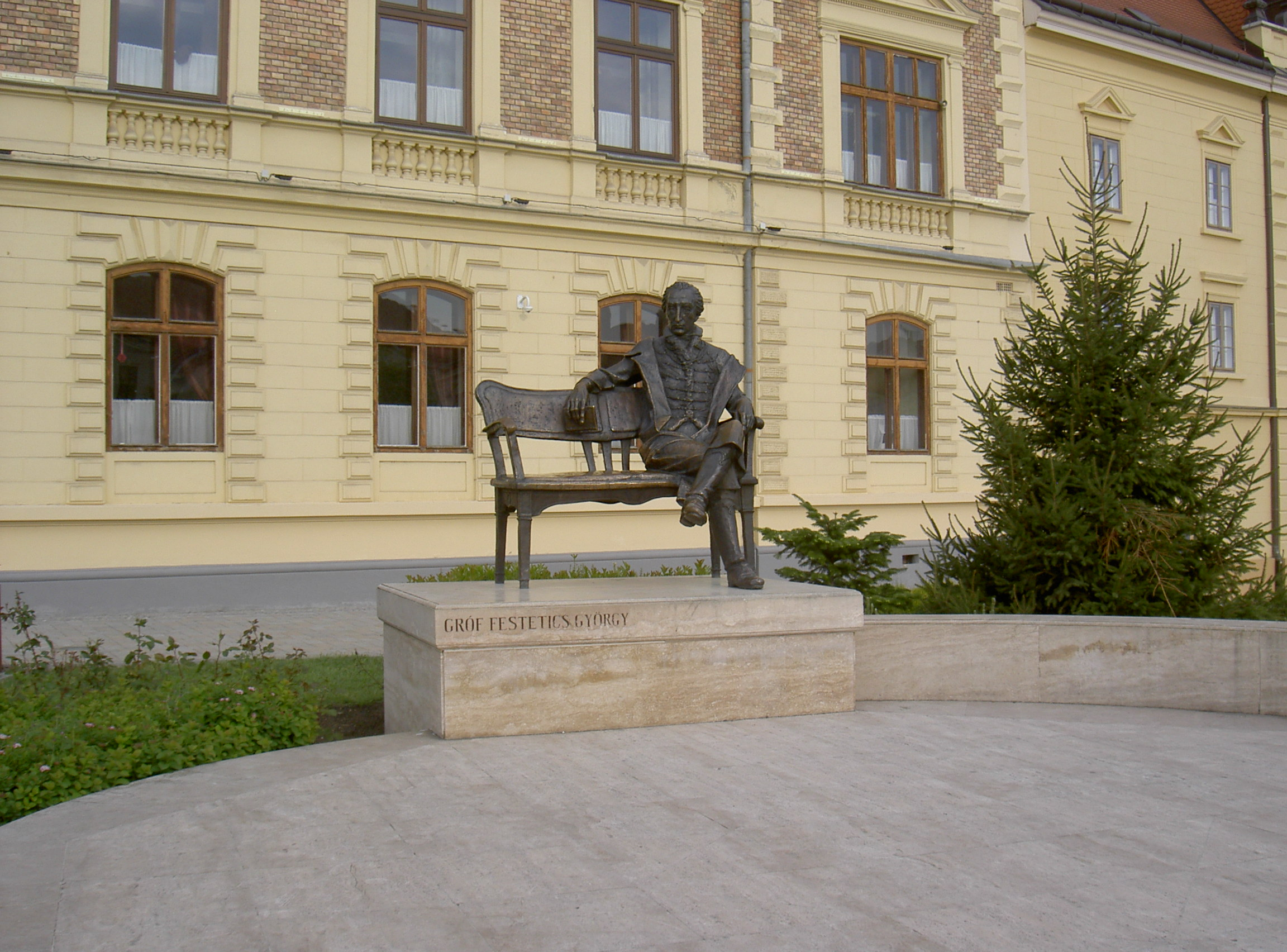
Festetics György szobra Keszthely városközpontjában, Farkas Ferenc szobrászművész alkotása

A jelesebb, tanári pályára alkalmasnak mutatkozó fiatal embereket, kivált Festetics György gróf, de fia László is jutalmazásokkal s egyéb kedvezményekkel ösztönözték szakképzettségük tökéletesítésére. Nagy összeget képvisel egymaga az a költség, melyet a tanárok külföldön való további kiképeztetésére és utaztatására fordítottak. A tanulók számára számos ösztöndíj, a cselédség részére jutalomdíj volt rendszeresítve. Eleinte a Georgikon ügyét a grófi jószágkormányzó vezette, nevezetesen akkor, amikor a kormányzó Nagyváthy János volt, ki nemcsak a vezetésben, hanem a tanításban is részt vett. Utóbb, az iskolai intézmények és a tanszemélyzet szaporodása következtében, a Georgikon mindinkább iskola, sőt főreáliskolai jelleget öltött magára (egykorú német leírások akadémiának címezték), önálló szervezetet és kezelést kapott. Élén az archon állt, aki a gróf a tanárok közül nevezett ki, utóbb a tanári kar volt az archon megválasztásával megbízva és a gróf csak a megerősítés jogát tartotta fenn magának. Több archon a választás megújítása nélkül is megerősíttetvén tisztében, éveken keresztül viselte azt. Az archon az összes tanügyet vezette, fegyelmi joga volt, a gyűléseken elnökölt, a jószágkormányhoz havonként jelentést tett; működéséért külön fizetési pótlékot élvezett. A tiszttartó, vagy mint eleinte nevezték, a főgazda, ki egyúttal a gazdaság tanára volt, a Georgikonhoz kapcsolt gazdaságot vezette; jelentéseit közvetlenül a jószágkormányhoz terjesztette be. A számvivő v. számtartó mindenkor a gazdaságtan helyettes tanára, a számadásokat vezette.
A Georgikon rendelkezésére bocsátott gazdaságot 1799-ben szakították ki, 1802-ben szőlő és erdővel egészítették ki. A szántóföld 241, a rétek 118, a kertek 21, a szőlő 5, az erdő 150, a majortér 8, összesen 543 holdat tett. 1810. a gazdaság területét 902 holdra egészítették ki. A major, Keszthely város délnyugati részén elterülve, amely mai napig is Georgikon-major nevet visel, számos, legtöbbnyire kőépületből állott; mellette voltak a kőfallal bekerített kertek, szemben vele a fáskert (park), a legkülönbözőbb fák és cserjék dendrológiai gyűjteménye; a major közvetlen szomszédságában terült el a kísérletekre szánt térség és vele összefüggésben a szántóföldek, rétek, gyümölcsös, epreskert, stb. A szántóföldek számára Thaer Albrecht hozzájárulásával állapították meg a váltórendszer szerinti vetésforgót. Az állattenyésztésre különösen nagy súlyt helyeztek; különféle fajta szarvasmarhát, lovat, juhot, sertést, stb. tartottak. Ahol valami híres tenyésztés felmerült, Festetics György gróf abból feltétlenül szerzett állatokat. Még angorakecskét is tenyésztettek, amelyet Perzsiából hozattak. Az 1848. tanévnek tekintettel a felmerült eseményekre, a szokottnál korábban kellett volna befejeződnie s a vizsgálatok jun. 19-ére voltak kitűzve, az ifjúság azonban annak kijelentése mellett, hogy a szabadságharcban részt venni hazafiúi kötelességének tartja, ezt május 24-én az archon előtt tömegesen és ünnepélyesen kijelentette, mire a bizonyítványok a vizsgálatok eredménye nélkül kiszolgáltattatván, az ifjúság Keszthelyt elhagyta s a Georgikon ezzel megszűnt, a szabadságharc lezajlása után pedig annak újból való megnyitására kísérlet sem történt, 17 évvel később, teljesen megváltozott viszonyok között, nyomába lépett a keszthelyi magyar királyi gazdasági tanintézet.

## Georgikon Majormúzeum
A tanintézet megszűnése után a major továbbra is korszerű gazdálkodás helyszíne volt. 1848 és 1945 között a keszthelyi Festetics uradalomhoz tartozott, majd ezt követően (az 1960-as évek végéig) termelőszövetkezetként működtették. 1970-ben nyilvánították műemlékké, és a Magyar Mezőgazdasági Múzeum kezelésébe került. A Georgikon Majortörténeti Kiállítóhely 1972-ben, a Georgikon alapításának 175. évfordulóján nyílt meg. A kiállítóhely napjainkban is működik, mint a Magyar Mezőgazdasági Múzeum filiáléja (külső kiállítóhelye).

## Igazgatóinak listája
Georgikon
- 1797 (6 hónapig) – Nagyváthy János[4]
- 1801–1823: Asbóth János[5]

## Külső hivatkozások
- Georgikon Majormúzeum
- Georgikon Majormúzeum a Vendégvárón
- A Pallas nagy lexikona. Szerk. Bokor József. Budapest: Arcanum – FolioNET. 1998.  ISBN 963 85923 2 X

```
Keszthelyi Georgikon
 és 
Keszthelyi gazdasági tanintézet
```

- A Georgikon története Archiválva 2021. október 24-i dátummal a Wayback Machine-ben

## Egyéb irodalom
- Balassa Iván – Pintér János – Preininger Adolfné – Selmeczi Kovács Attila: Georgikon 1797–1848 In: Georgikon Majormúzeum Keszthely, Magyar Mezőgazdasági Múzeum – Georgikon Majormúzeum, Keszthely, 1972, 5-12. o.